# Rock ’n’ Roll Damnation
«Rock ’n’ Roll Damnation» (с англ. — «Проклятие рок-н-ролла») — одиннадцатый в общем и первый с альбома Powerage сингл австралийской хард-рок-группы AC/DC, выпущенный 26 мая 1978 года на лейбле Albert Productions.

## О сингле
Песня с того же альбома, что и сам сингл — «Sin City» был Стороной «Б» в Великобритании, Германии, Бельгии и Японии. В США, Канаде и Нидерландах это был «Kicked in the Teeth», тоже с альбома. В Австралии, однако, Сторона «Б» была «Cold Hearted Man», которая появилась на первых британских и европейских партиях альбома и в конце концов была удалена, когда было добавлено «Rock ’n’ Roll Damnation».
Написанная Малькольмом Янгом, Ангусом Янгом и Боном Скоттом, она была исполнена группой вживую во время тура к Powerage, а также во время мирового турне 2003 года, спетая Брайаном Джонсоном, заменившим Скотта после его смерти в 1980 году. Она также появилась на концертном альбоме 1978 года If You Want Blood You’ve Got It. Эта песня также вошла в саундтрек альбома Iron Man 2.
«Rock ’n’ Roll Damnation» был последним треком, записанным во время сессий Powerage, после того как звукозаписывающая компания убедила группу вернуться в студию и придумать удобный для радио сингл, который мог бы получить некоторое количество эфиров. Этот шаг нашел некоторый успех, дав группе её первый чартовый сингл в Великобритании, где она достигла пика на #24. Песня включает хлопки в ладоши и маракасы и не имеет традиционного гитарного соло, в отличие от большинства других песен AC/DC.
«Cold Hearted Man», появившийся на первых британских и европейских прессингах, был удалён из альбома примерно в то же время, когда был добавлен «Rock ’n’ Roll Damnation». Однако 10-трековый LP, включающий обе песни, существует (по крайней мере) в Великобритании (каталожный номер K 50483 (SD19180), который идентичен 9-трековой версии), Германии (ATL 50 483) и Португалии (ATL 50483 SD 19180). Эти версии содержат единственную версию «Rock ’n’ Roll Damnation» и имеют затухание для «Riff Raff» (британские кассетные версии имели полную версию «Riff Raff» вплоть до ремастеров 1994 года).

## Список композиций
7" Сингл Австралия
| №  | Название                  | Длительность |
| -- | ------------------------- | ------------ |
| 1. | «Rock ’n’ Roll Damnation» | 3:04         |

| №  | Название           | Длительность |
| -- | ------------------ | ------------ |
| 1. | «Cold Hearted Man» | 3:30         |

7" Великобритания, Германия, Бельгия и Япония
| №  | Название                  | Длительность |
| -- | ------------------------- | ------------ |
| 1. | «Rock ’n’ Roll Damnation» | 3:05         |

| №  | Название   | Длительность |
| -- | ---------- | ------------ |
| 1. | «Sin City» | 4:40         |

7" США, Канада и Нидерланды
| №  | Название                  | Длительность |
| -- | ------------------------- | ------------ |
| 1. | «Rock ’n’ Roll Damnation» | 2:57         |

| №  | Название              | Длительность |
| -- | --------------------- | ------------ |
| 1. | «Kicked in the Teeth» | 4:10         |

## Участники записи
- Бон Скотт — вокал
- Ангус Янг — соло-гитара
- Малькольм Янг — ритм-гитара, бэк-вокал
- Клифф Уильямс — бас-гитара, бэк-вокал
- Фил Радд — ударные